# زندگی پایدار

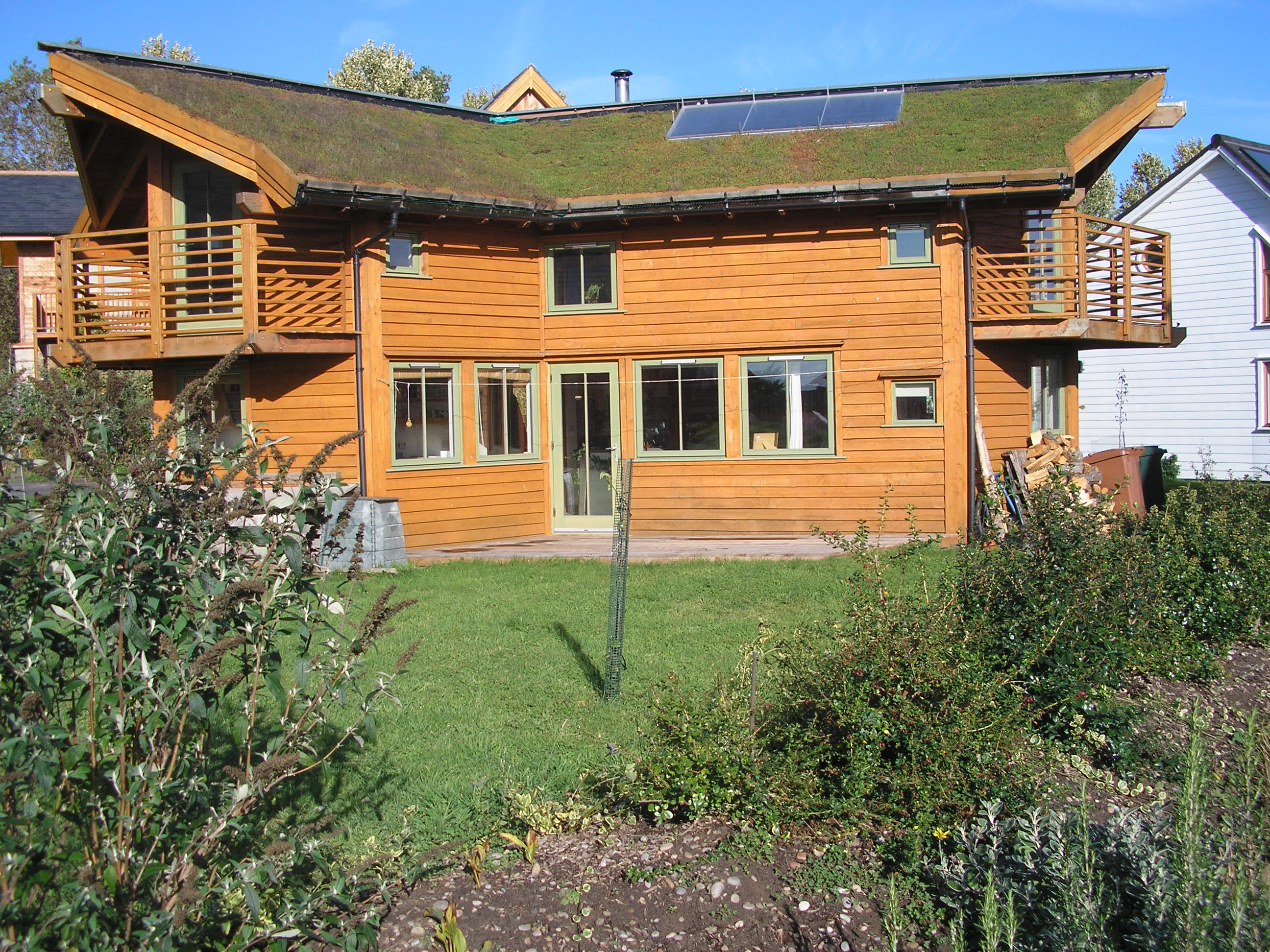
خانه‌ای به سبک زندگی پایدار.

زندگی پایدار (به انگلیسی: Sustainable Living) یک روش زندگی است که بر کاهش استفاده فرد و جامعه از منابع طبیعی تأکید دارد. افرادی که این روش زندگی را برمی‌گزینند اغلب تلاش می‌کنند تا با تغییر عادت‌های رفت‌وآمد، مصرف انرژی، و رژیم غذایی کربن دی‌اکسید کمتری تولید کنند. طرفداران این روش زندگی سعی می‌کنند زندگی خود را با پایداری محیط زیست و احترام به رابطه همزیستی با طبیعت وفق دهند. فلسفه و روش زندگی پایدار رابطه تنگاتنگی با اصول توسعه پایدار نیز دارد.
لستر براون، یکی از فعالان محیط زیست و بنیان‌گذار مؤسسه WorldWatch، زندگی پایدار در قرن بیست و یکم را زندگی ای بر اساس انرژی‌های تجدیدپذیر، با بازیافت منابع گوناگون و روش‌های حمل و نقل متفاوت می‌داند. در کنار این فلسفه، کسانی که در ساخت دهکده‌های پایدار (Eco-villages) مانند Living Village فعالیت می‌کنند بر این نکته تأکید دارند که حرکت به سمت انرژی‌ها و تکنولوژی‌های تجدیدپذیر تنها در صورتی موفقیت‌آمیز خواهد بود که بتوان محیطی ایجاد کرد که با فرهنگ بومی همخوانی و برای افراد جذابیت داشته باشد و با توجه به نیاز جامعه تغییر کند.